# Münchweiler an der Rodalb
Münchweiler an der Rodalb (bis 15. März 1966 verhochdeutschend Münchweiler an der Rodalbe geschrieben) ist eine Ortsgemeinde im Landkreis Südwestpfalz in Rheinland-Pfalz. Sie gehört der Verbandsgemeinde Rodalben an, innerhalb derer sie gemessen an der Einwohnerzahl die zweitgrößte Ortsgemeinde darstellt.

## Geografie

### Lage
Die Gemeinde Münchweiler an der Rodalb liegt im Pfälzerwald im sogenannten Gräfensteiner Land. Im Südwesten befindet sich der Münchweilerhof, der mit dem Kernort fast zusammengewachsen ist, und im Nordwesten der Riegelbrunnerhof. Geologisch dominieren die sogenannten Rehberg-Schichten des Unteren Buntsandsteins. Die nächsten Städte sind im Westen Pirmasens sowie im Nordwesten Rodalben. Nachbargemeinden sind – im Uhrzeigersinn – Merzalben, Wilgartswiesen, Hinterweidenthal, Ruppertsweiler, Lemberg, Pirmasens, Rodalben und Clausen.

### Erhebungen und Gewässer
Nordöstlich des Siedlungsgebiets erstreckt sich der 473 Meter hohe Bauwalder Kopf. Südöstlich von diesem liegt der 423 Meter hohe Rotenstein. Die Pfälzische Hauptwasserscheide verläuft mitten durch das Gemeindegebiet. Die Rodalb verläuft in Süd-Nord-Richtung und streift den westlichen Siedlungsrand. Im Nordosten nimmt sie von links die Merzalbe auf. Im äußersten Osten jenseits der Wasserscheide bildet die Lauter die Gemarkungsgrenze zu Wilgartswiesen.

## Geschichte

### Urgeschichte
Archäologische Funde belegen, dass schon in der Jungsteinzeit Menschen im Bereich von Münchweiler an der Rodalb gesiedelt haben.

### Mittelalter
Das Dorf Münchweiler ist im 7. oder 8. Jahrhundert entstanden, als Mönche des von Bischof Pirminius gegründeten Benediktinerklosters Hornbach auf einer Rodungsfläche im Tal der Rodalb ein Einzelgehöft errichteten. Die älteste urkundliche Erwähnung stammt von 1179. Lange Zeit hieß der Ort aufgrund seiner Gründungsgeschichte „Mönchweiler“. Daraus ging später „Münchweiler“ hervor.
Während des Mittelalters und der frühen Neuzeit teilte die Rodalb die Siedlung. Ein kleinerer Teil gehörte zu Lemberg im gleichnamigen Amt der Grafschaft Zweibrücken-Bitsch und war dort in der Amtsschultheißerei Lemberg. Der größere Teil gehörte zum badischen Amt Gräfenstein.

### Frühe Neuzeit
Hinsichtlich des im Amt Lemberg gelegenen Teils kam es in den folgenden Jahrhunderten zu nachfolgend dargestellter Entwicklung: 1570 verstarb Graf Jakob von Zweibrücken-Bitsch als letztes männliches Mitglied seiner Familie. Das Amt Lemberg erbte seine Tochter, Ludovica Margaretha von Zweibrücken-Bitsch, die mit dem Grafen Philipp V. von Hanau-Lichtenberg verheiratet war. Ihr Schwiegervater Graf Philipp IV. von Hanau-Lichtenberg, gab durch die sofortige Einführung des lutherischen Bekenntnisses dem streng römisch-katholischen Herzog Karl III. von Lothringen Gelegenheit, militärisch zu intervenieren, da dieser die Lehnshoheit über die ebenfalls zum Erbe gehörende Herrschaft Bitsch besaß. Im Juli 1572 besetzten lothringische Truppen die Grafschaft. Da Philipp IV. der lothringischen Übermacht nicht gewachsen war, wählte er den Rechtsweg. Beim anschließenden Prozess vor dem Reichskammergericht konnte sich Lothringen hinsichtlich der Herrschaft Bitsch durchsetzen. Das Amt Lemberg dagegen – einschließlich Münchweiler – wurde der Grafschaft Hanau-Lichtenberg zugesprochen.
1736 starb mit Graf Johann Reinhard III. der letzte männliche Vertreter des Hauses Hanau. Aufgrund der Ehe seiner einzigen Tochter, Charlotte (1700–1726), mit dem Erbprinzen Ludwig (VIII.) (1691–1768) von Hessen-Darmstadt fiel die Grafschaft Hanau-Lichtenberg dorthin. Zuletzt war die Gemeinde Sitz eines Unteramtes innerhalb des Amtes Lemberg gewesen.

### Seit dem 19. Jahrhundert

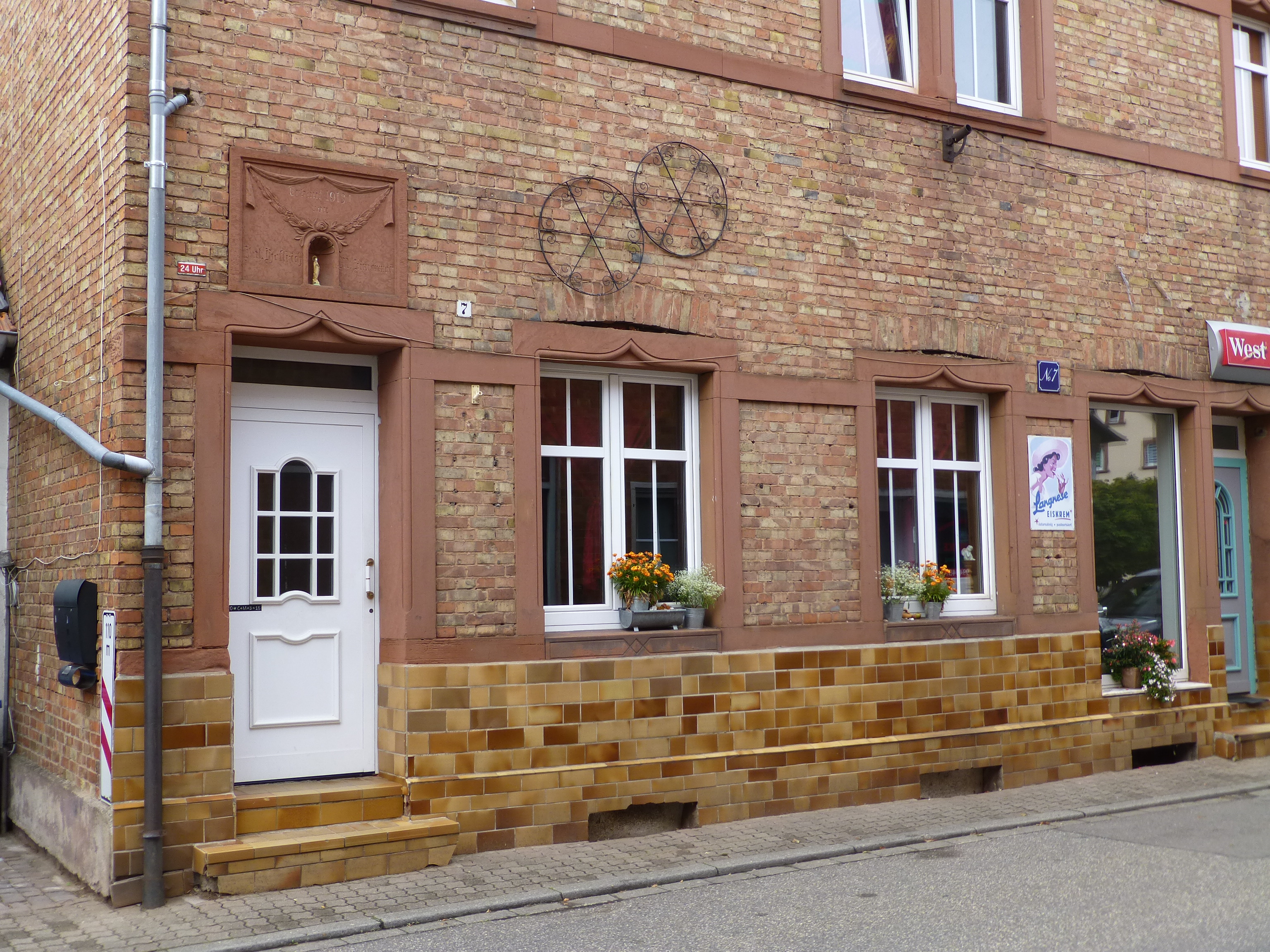
Im Jahr 1913 errichtetes Haus in Münchweiler an der Rodalb

Im Zuge der Französischen Revolution fiel schließlich das linksrheinische Gebiet – und damit ebenso Münchweiler – 1794 an Frankreich. Von 1798 bis 1814, als die Pfalz Teil der Französischen Republik (bis 1804) und anschließend Teil des Napoleonischen Kaiserreichs war, war der Ort in den Kanton Pirmasens eingegliedert und unterstand der Mairie Rodalben. Nach dem Ende der napoleonischen Herrschaft wurde Münchweiler 1815 zunächst Österreich zugeschlagen. Ein Jahr später wechselte der Ort in den bayerischen Rheinkreis. Von 1818 bis 1862 gehörte er dem Landkommissariat Pirmasens an; aus diesem ging das Bezirksamt Pirmasens hervor.
1939 wurde Münchweiler in den Landkreis Pirmasens (ab 1997 Landkreis Südwestpfalz) eingegliedert. Nach dem Zweiten Weltkrieg wurde die Gemeinde innerhalb der französischen Besatzungszone Teil des damals neu gebildeten Landes Rheinland-Pfalz. Im Zuge der ersten rheinland-pfälzischen Verwaltungsreform wurde die Gemeinde 1972 der neugeschaffenen Verbandsgemeinde Rodalben zugeordnet.

## Bevölkerung

### Einwohnerentwicklung
Die Werte von 1871 bis 1987 beruhen auf Volkszählungen:
| Jahr | Einwohner |
| ---- | --------- |
| 1815 | 760       |
| 1835 | 617       |
| 1871 | 775       |
| 1905 | 1.236     |
| 1939 | 2.132     |
| 1950 | 2.308     |
| 1961 | 2.619     |

| Jahr | Einwohner |
| ---- | --------- |
| 1970 | 2.934     |
| 1987 | 2.889     |
| 1997 | 3.124     |
| 2005 | 2.997     |
| 2011 | 2.897     |
| 2019 | 2.845     |
| 2023 | 2.836     |

### Religion
Katholischerseits gehört die Gemeinde zum Bistum Speyer und untersteht dort dem Dekanat Pirmasens, die Evangelischen zur Protestantischen Landeskirche Pfalz.

## Politik

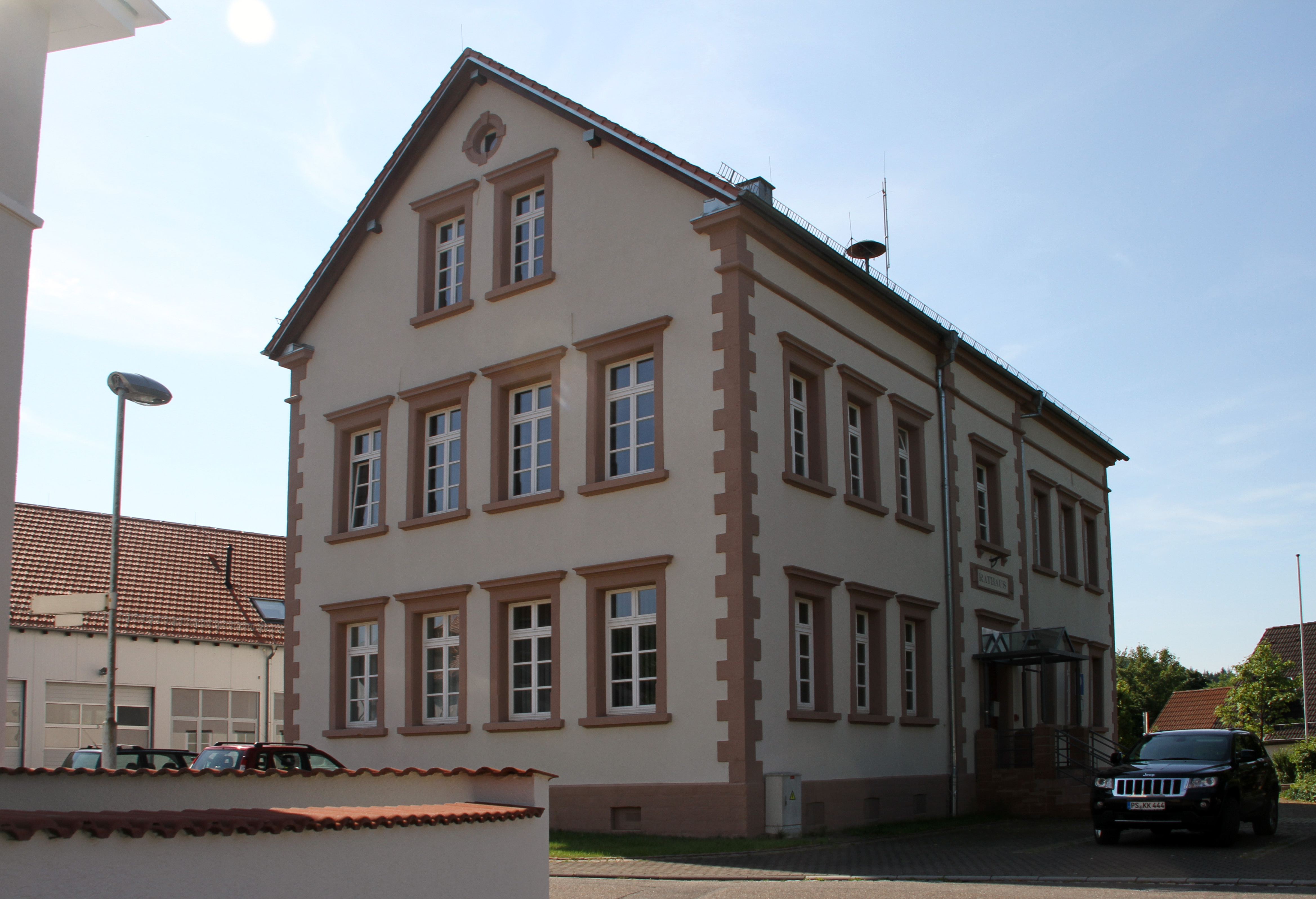
Rathaus

### Gemeinderat
Der Gemeinderat in Münchweiler besteht aus insgesamt 20 Ratsmitgliedern, die bei der Kommunalwahl am 9. Juni 2024 in einer personalisierten Verhältniswahl gewählt wurden, und dem ehrenamtlichen Ortsbürgermeister als Vorsitzendem.
Die Sitzverteilung im Gemeinderat:
| Wahl | SPD | CDU | FWG | Gesamt   |
| ---- | --- | --- | --- | -------- |
| 2024 | 3   | 13  | 4   | 20 Sitze |
| 2019 | 4   | 16  | –   | 20 Sitze |
| 2014 | 3   | 13  | 4   | 20 Sitze |
| 2009 | 3   | 12  | 5   | 20 Sitze |
| 2004 | 2   | 14  | 4   | 20 Sitze |

- FWG = Freie Wählergemeinschaft Gräfenstein e. V.

### Bürgermeister
Timo Bäuerle (CDU) wurde am 20. August 2019 Ortsbürgermeister von Münchweiler. Bei der Direktwahl am 26. Mai 2019 war er mit einem Stimmenanteil von 86,23 % für fünf Jahre gewählt worden. Bäuerles Vorgänger war Georg Denz (CDU). Bei der Direktwahl am 9. Juni 2024 wurde Bäuerle als einziger Bewerber mit einem Stimmenanteil von 87,9 % für weitere fünf Jahre in seinem Amt bestätigt.

### Wappen
| Wappen von Münchweiler an der Rodalb | Blasonierung: „In Gold ein silberner Pfahl, darin auf gewölbtem grünem Boden ein schwarzgekleideter barhäuptiger Mönch, mit beiden Händen ein rotes Buch mit silbernen beschlägen haltend, rechts drei rote Sparren, links ein roter Schrägbalken.“ |
| Wappen von Münchweiler an der Rodalb | Wappenbegründung: Der Mönch symbolisiert die Gründung des Ortes Münchweiler durch Mönche des Klosters Hornbach. Die drei Sparren stehen für das Haus Hanau-Lichtenberg, welches Jahrhunderte über den Ortsteil links der Rodalb herrschte. Der Schrägbalken ist das Wappen Badens; die badische Herrschaft Gräfenstein hatte den Ortsteil rechts der Rodalb. |

## Kultur

### Kulturdenkmäler

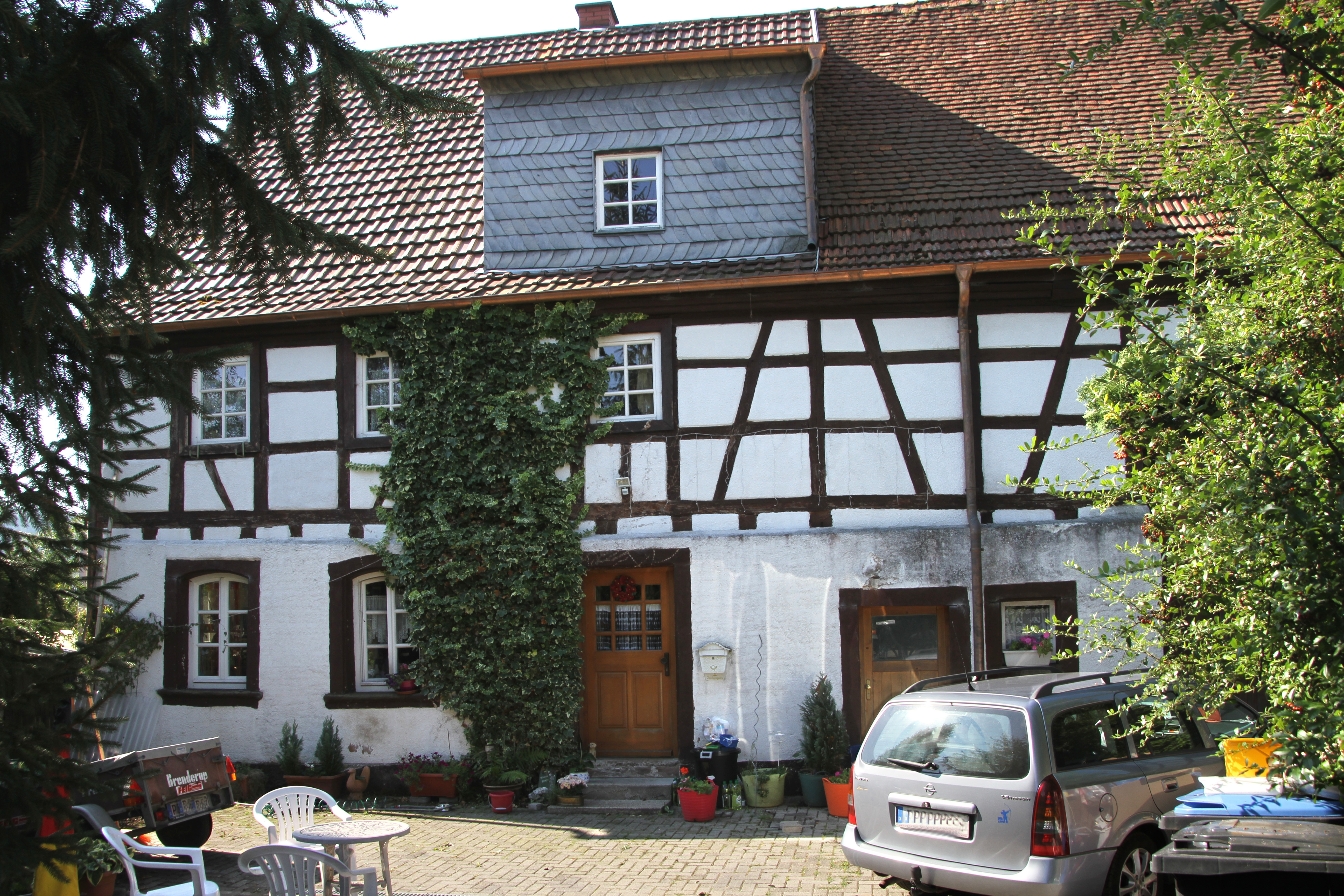
Unter Denkmalschutz stehendes Quereinhaus

Vor Ort existieren insgesamt acht Objekte, die unter Denkmalschutz stehen.

### Natur
Auf der Gemarkung der Gemeinde befinden sich insgesamt zwei Naturdenkmale. Die etwa 2400 Hektar große Kernzone Quellgebiet der Wieslauter des Naturparks Pfälzerwald liegt außerdem teilweise auf dem Gebiet von Münchweiler.

### Vereine und Organisationen
Zwischen den drei Fußballvereinen des VfB Turbine Münchweiler, SV Münchweiler 85 und des FC Münchweiler, kam es regelmäßig zu Derbys, bei denen große Besucherzahlen erzielt wurden. Zwischenzeitlich trat der FC Münchweiler und der VfB Turbine Münchweiler in einer Kooperation unter dem Namen FC/VFB Münchweiler mit einer ersten Mannschaft in der A-Klasse und mit einer zweiten Mannschaft in der C-Klasse an. Im April 2018 schlossen sich die drei Fußballvereine FC, VfB und SV 85 zur Fußballvereinigung FV Münchweiler zusammen.
Des Weiteren finden sich zahlreiche weitere Sportvereine in Münchweiler, wie Turn-, Tennis- und Badmintonverein. Zudem existieren der in der Gemeinde ansässige Frauenchor Ex-semble sowie eine Ortsgruppe des Pfälzerwald-Vereins.

## Wirtschaft und Infrastruktur

### Wirtschaftsentwicklung
Prägend für die mittelalterlichen Bewohner war der Wald. Die Landwirtschaft alleine konnte die Menschen nicht ernähren, da der wenig fruchtbare Sandboden keine guten Erträge zuließ. Vom zwölften bis zum 14. Jahrhundert wurde in den im nordwestlichen Gemeindegebiet liegenden Gruben bei Münchweiler Eisen abgebaut.
Für die in ärmlichen Verhältnissen lebenden Bewohner des Waldbauerndorfes Münchweiler änderte sich erst gegen Ende des 19. Jahrhunderts die wirtschaftliche Situation entscheidend. Mit der Gründung der ersten Schuhfabrik im Jahr 1888 durch drei Brüder namens Wadle, fanden zahlreiche Ortsbewohner Arbeit und Lohn. Ein weiterer Anschub der wirtschaftlichen Entwicklung bewirkte der Bau der Eisenbahnstrecke Landau–Zweibrücken durch das Dorf in den Jahren 1872 bis 1875. Mit dem Bahnbau begann in Verbindung mit der aufkommenden örtlichen Schuhindustrie eine Entwicklung, die die finanzielle Situation vieler Familien verbesserte und die Jahrzehnte später aus dem armen Waldbauerndorf eine aufstrebende Industriegemeinde machen sollte.
Diese Entwicklung wurde begünstigt durch den Strukturwandel, welcher nach dem Zweiten Weltkrieg einsetzte. Bedingt durch die Schuhfabriken verlor die Landwirtschaft an Bedeutung und der Ort wurde zur reinen Industriegemeinde.
Um der Monoindustrie entgegenzuwirken, erschloss die Gemeinde Ende der 1960er Jahre am südwestlichen Ortsrand ein Industriegelände. Seit Anfang der 1980er Jahre ist die Gemeinde Sitz der zu WAWI-Schokolade gehörenden Firmen WAWI Euro GmbH und WAWI Gesellschaft für Auslandsbet. Bereich China GmbH. Die im selben Jahrzehnt einsetzende allgemeine Krise der Schuhindustrie verschonte den Ort nicht, Fabriken sahen sich gezwungen, Arbeiter zu entlassen, andere stellten die Produktion ganz ein. Hinzu kam, dass im Sommer 1993 die amerikanischen Streitkräfte das Hospital aufgaben. Erst im Jahr 2004 erwarben zwei Investoren aus Pirmasens das etwa 45 Hektar große Hospitalgelände. Das Hospital wurde bis Oktober 2005 nahezu komplett abgerissen. Auf dem Areal sind Wohn- und Gewerbeflächen geplant, die ersten Bauplätze wurden bereits erschlossen. Im hinteren Teil des Geländes soll ein Sondergebiet für Freizeit und Erholung entstehen. Außerdem hat die Nahverkehrsgesellschaft QNV Queichtal Nahverkehrsgesellschaft GmbH ihren Sitz in Münchweiler.
Die Gemeinde gehörte zum Geschäftsgebiet der Raiffeisenbank Münchweiler-Ruppertsweiler, die 1990 sowie mehreren weiteren Fusionen in der Folgezeit in der VR-Bank Südwestpfalz Pirmasens-Zweibrücken aufging.

### Verkehr
Schiene

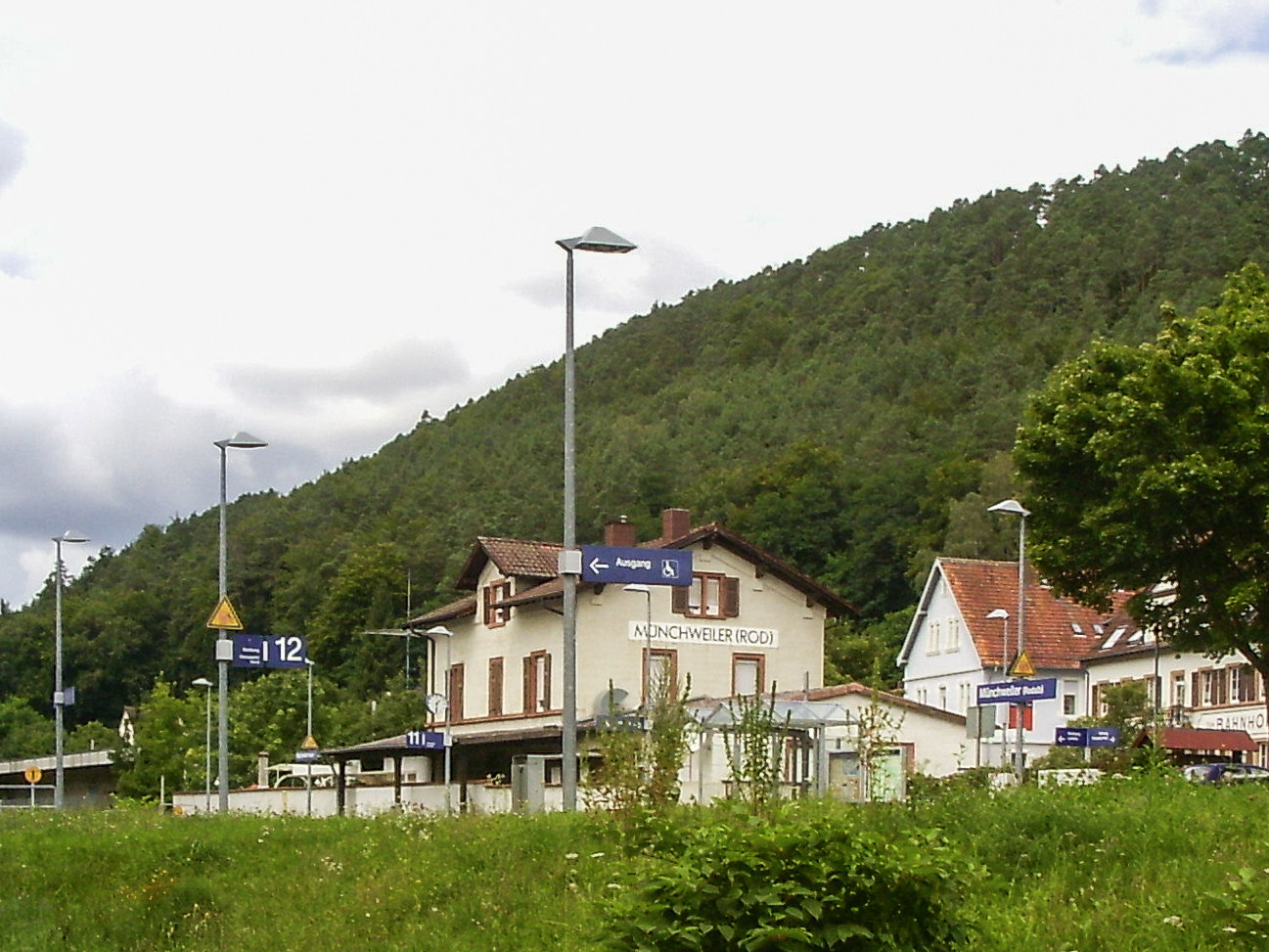
Bahnhof Münchweiler (Rodalb)

Münchweiler ist seit 1875 durch die Bahnstrecke Landau–Rohrbach an das Schienennetz angeschlossen. Der an der Strecke liegende Münchweiler Tunnel passiert die pfälzische Hauptwasserscheide und ist der längste Tunnel entlang der Strecke.
Der Bahnhof Münchweiler (Rodalb) befindet sich am nordwestlichen Siedlungsrand. Zwischen Hinterweidenthal und Pirmasens Nord war Münchweiler der letzte Bahnhof, der Güterverkehr aufwies, bis dieser 1996 eingestellt wurde. Das inzwischen abgerissene US-Militärkrankenhaus in Münchweiler an der Rodalb verfügte über ein Anschlussgleis. Im Bahnhof finden wie in Annweiler regelmäßig Zugkreuzungen statt, da er durch den Rückbau mehrerer benachbarter Bahnhöfe die einzige Kreuzungsmöglichkeit zwischen Wilgartswiesen und Pirmasens Nord darstellt. 2007 wurde er erneuert, nachdem bereits 2004 der Insel- durch einen Seitenbahnsteig ersetzt worden war. Er wird von Regionalbahnen der Linie RB 55 bedient, die zwischen Landau und Pirmasens verkehren. Das noch vorhandene Empfangsgebäude spielt für den Bahnbetrieb inzwischen keine Rolle mehr. Der öffentliche Nahverkehr ist in den Verkehrsverbund Rhein-Neckar integriert.
Straße

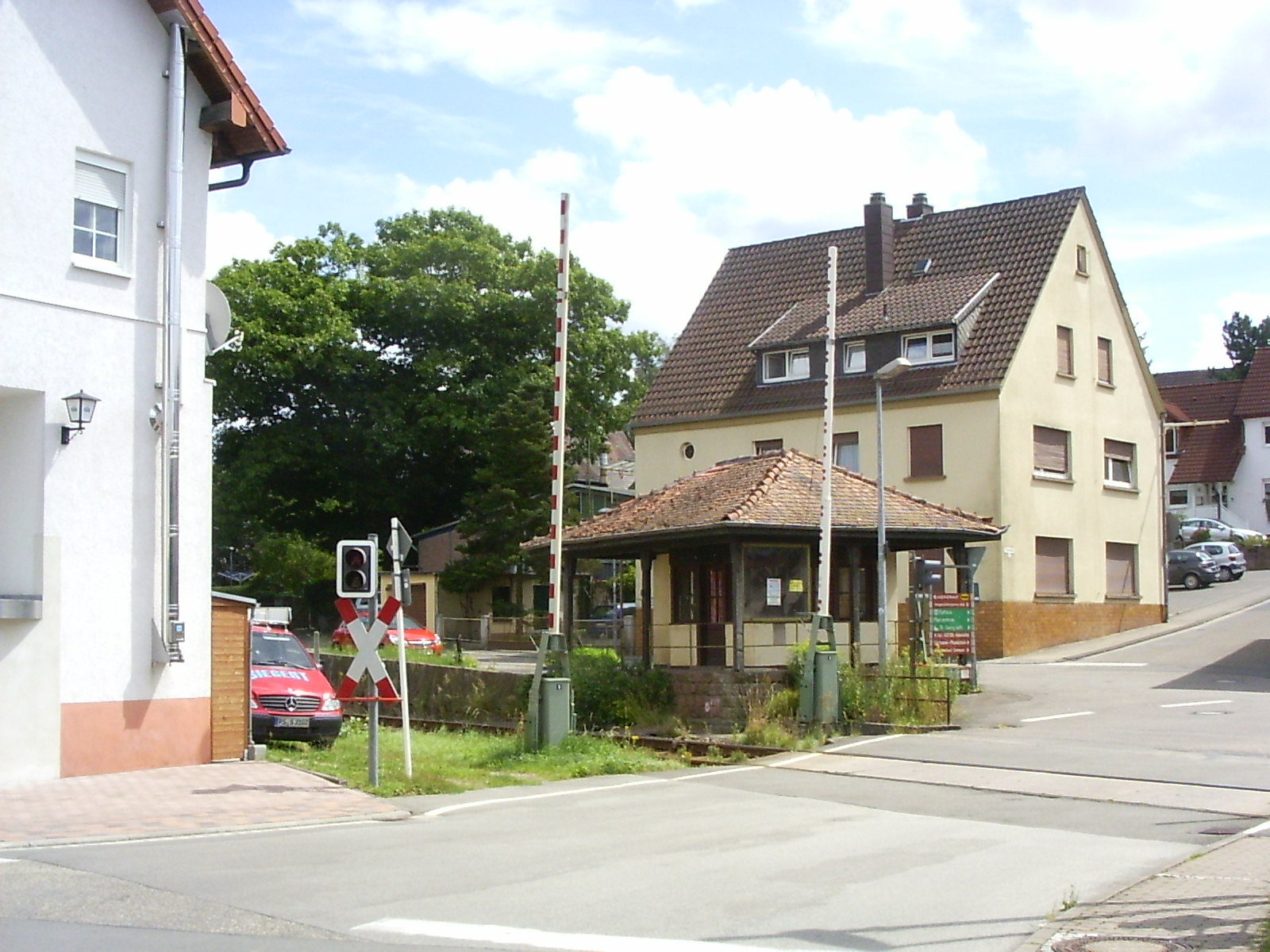
Bahnübergang in Münchweiler; an dieser Stelle gehen die Kreisstraßen 36 und 89 ineinander über

Die Anbindung an das Straßennetz erfolgt über die südlich des Siedlungsgebiets in Ost-West-Richtung verlaufende Bundesstraße 10 (Landau–Pirmasens-Zweibrücken) mit eigener Anschlussstelle. Von der B 10 zweigt die Landesstraße 496 nach Merzalben und Leimen ab und von letzterer die Landesstraße 497 nach Rodalben. Die Kreisstraße 36 verbindet die Gemeinde mit Ruppertsweiler und Lemberg und die Kreisstraße 89 bindet den Riegelbrunnerhof an. Lediglich wenige hundert Meter lang ist die im Süden des Gemeindegebiets verlaufende Kreisstraße 88; sie verbindet die Landesstraße 496 und die Kreisstraße 89 miteinander.

### Militär
Ein weiterer Markstein in der Geschichte von Münchweiler war der Bau eines 1000 Betten umfassenden Münchweiler Army Hospitals durch die US-Armee Anfang der 1950er Jahre, sowie die von 1950 bis 1957 errichtete Münchweiler Family Housing Area, die insgesamt 99 Wohneinheiten umfasste. Dadurch wurde der Ort Bestandteil der inzwischen aufgelösten Pirmasens Military Community. Vor Ort waren das der 59th Ordnance Brigade unterstehenden HHD, 197th Ordnance Battalion sowie Gefechtsköpfe des VII Corps untergebracht.
Der Bau des Krankenhauses sowie die Anwesenheit der US-Soldaten hat im Dorf sichtbare Spuren hinterlassen und manche Veränderung in der Lebensweise der Bewohner verursacht. Die amerikanischen Streitkräfte wurden in Münchweiler neben der Schuhindustrie zu einem bedeutenden Arbeitgeber, ehe sie ihre Präsenz in der Gemeinde Anfang der 1990er Jahre aufgaben. Bis dahin befand sich vor Ort außerdem ein Soldatensender des American Forces Network.

### Tourismus

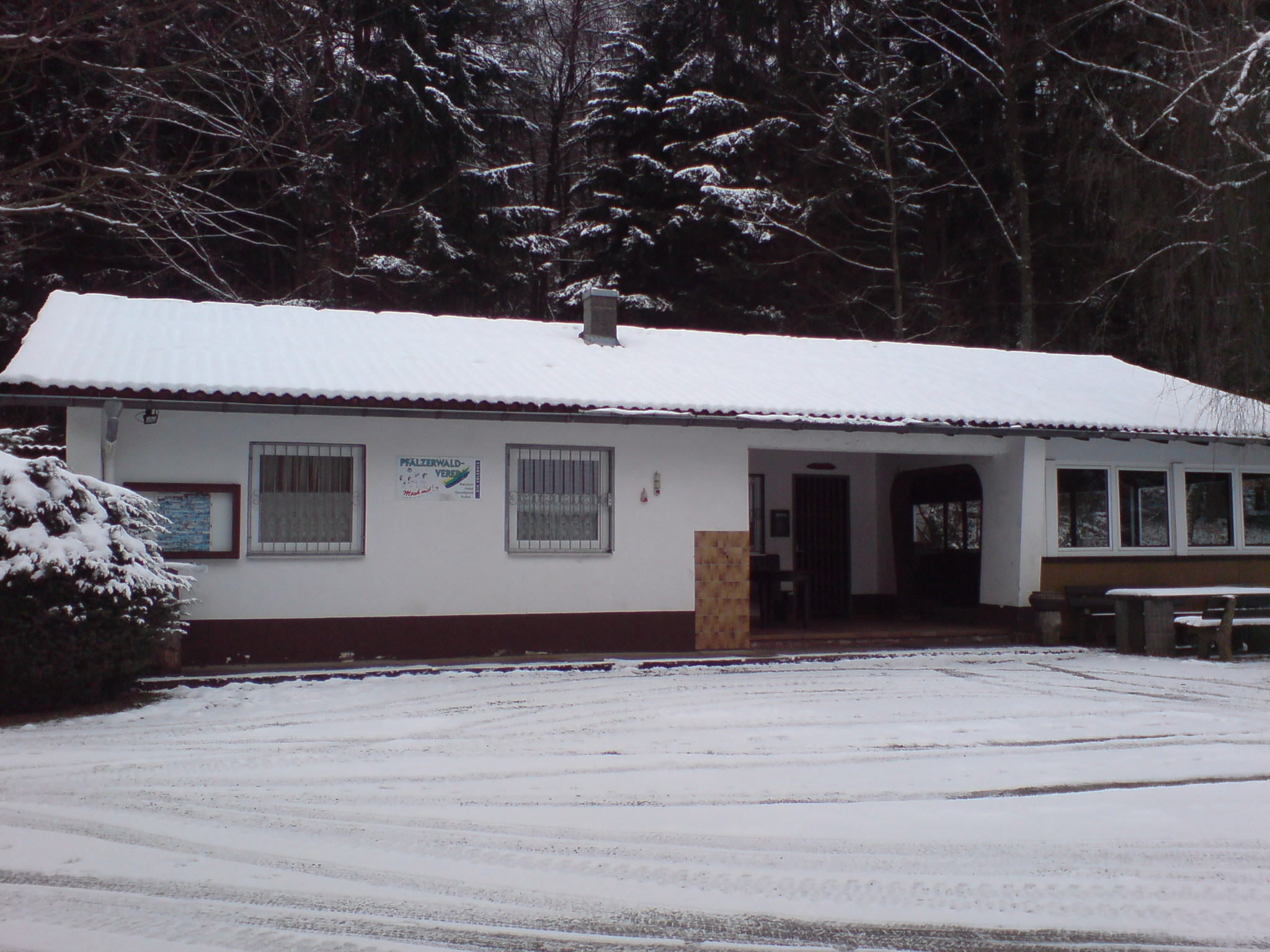
Fritz-Claus-Hütte

Südlich des Siedlungsgebiets befindet sich die Fritz-Claus-Hütte, die bis 2023 von der Münchweilerer Ortsgruppe des Pfälzerwald-Vereins betrieben wurde. Zudem führen mit dem von Hornbach nach Wilgartswiesen verlaufenden Pirminius-Radweg sowie der von Kaiserslautern nach Hinterweidenthal führenden Pfälzerwald-Tour zwei Radwege durch die Gemeinde.
Durch Münchweiler verläuft der mit einem weißen Kreuz markierte Fernwanderweg Nahegau-Wasgau-Vogesen. Hinzu kommen ein Wanderweg, der mit einem grünen Kreuz markiert ist und der von Freinsheim bis zum Erlenkopf verläuft sowie einer, der mit einem grün-gelben Balken markiert ist und der von Kirchheimbolanden bis nach Hirschthal verläuft. Außerdem besitzt die Gemeinde einen Höhenwanderweg mit einer Länge von 16 Kilometern. Zudem verläuft der Pfälzer Waldpfad für ein kurzes Stück durch den äußersten Norden der Münchweilerer Gemarkung und der mit einem roten Balken markierte Fernwanderweg Donnersberg–Donon durch den äußersten Osten des Gemeindegebiets.

### Kindergärten und Schulen
In Münchweiler gibt es zwei Kindergärten: den katholischen Kindergarten St. Georg und den Kindergarten Max und Moritz sowie die Grundschule Schillerschule.

## Persönlichkeiten

### Ehrenbürger
- Stephan Schnäbele (1926–2015), wurde 1996 aufgrund seines ehrenamtlichen Engagements zum Ehrenbürger ernannt[13]

### Söhne und Töchter der Gemeinde
- Erich Dauenhauer (1935–2018), Ökonom und Autor
- Hugo Dausmann (* 1942), Fußballspieler
- Hans Fix (* 1947), Sprachwissenschaftler und Skandinavist
- Josef Pirrung (1949–2011), Fußballspieler
- Tobias Christ (* 1976), Fußballschiedsrichter

### Personen, die vor Ort gewirkt haben
- Fritz Claus (1853–1923), Priester, Mundartdichter und Sänger, lebte von 1861 bis 1864 vor Ort
- Dieter Luther (* 1953), Koch, Betreiber des in der Gemeinde befindlichen Restaurants Krone
- Carsten Streb (* 1979), Chemiker, wuchs in Münchweiler an der Rodalb auf